# Agromyza prespana
Agromyza prespana este o specie de muște din genul Agromyza, familia Agromyzidae, descrisă de Spencer în anul 1957. Conform Catalogue of Life specia Agromyza prespana nu are subspecii cunoscute.